# Touppilanvuori
Touppilanvuori är en kulle i Finland. Den ligger i Virmo och landskapet Egentliga Finland, i den sydvästra delen av landet, 160 km väster om huvudstaden Helsingfors. Toppen på Touppilanvuori är 71 meter över havet.
Terrängen runt Touppilanvuori är platt. Runt Touppilanvuori är det ganska glesbefolkat, med 23 invånare per kvadratkilometer. I omgivningarna runt Touppilanvuori växer i huvudsak barrskog.